# Jurij Kriwcow
Jurij Iwanowycz Kriwcow, ukr. Юрій Іванович Крівцов (ur. 7 lutego 1979), ukraiński kolarz, olimpijczyk (2004).

## Życiorys
W peletonie zawodowym startował od 2002, kolejno w grupach Jean Delatour (2002-2003), AG2R (2004-2011) i Lampre. 
W 2003 wygrał jeden z etapów Tour de Romandie oraz Circuit de la Sarthe. Startował w Tour de France (2003 - 85 m., 2004 - 95 m., 2005 - 90 m., 2012 - nie ukończył), Giro d’Italia (2006 - 114 m., 2007 - 71 m., 2008 - 107 m., 2009 - 116 m., 2010 - 83 m., 2011 - 119 m.) i Vuelta a España (2007 - 48 m.)
Reprezentował Ukrainę na igrzyskach olimpijskich w Atenach (2004), gdzie zajął 10. miejsce w jeździe indywidualnej na czas, zaś wyścigu szosowego ze startu wspólnego nie ukończył, a także na mistrzostwach świata w 1996 (71. miejsce w wyścigu ze startu wspólnego juniorów), 1997 (108. miejsce w wyścigu ze startu wspólnego juniorów), 1998 (43. miejsce w jeździe indywidualnej na czas w kategorii U-23), 1999 (29. miejsce w jeździe indywidualnej na czas i 65. miejsce w wyścigu ze startu wspólnego w kategorii U-23), 2000 (39. miejsce w jeździe indywidualnej na czas i 29. miejsce w wyścigu ze startu wspólnego w kategorii U-23), 2001 (11. miejsce w jeździe indywidualnej na czas w kategorii U-23), 2002 (32. miejsce w jeździe indywidualnej na czas w kategorii seniorów), 2003 (nie ukończył jazdy indywidualnej na czas), 2004 (40. miejsce w jeździe indywidualnej na czas, nie ukończył wyścigu ze startu wspólnego), 2006 (33. miejsce w jeździe indywidualnej na czas)
Był mistrzem (2004) i wicemistrzem (1998, 2006, 2010) Ukrainy w jeździe indywidualnej na czas. Od 2010 miał obywatelstwo francuskie, od 2011 startował jako zawodnik tego kraju